# 흥해배씨가수천재사
흥해배씨가수천재사(興海裵氏嘉水川齋舍)는 경상북도 안동시 와룡면 서지리에 있다. 2009년 1월 21일 안동시의 문화유산 제12호로 지정되었다.